# 好村兼一
好村 兼一（よしむら けんいち、1949年 - ）は、日本の作家、剣道家。段位は教士八段。東京大学を中退してフランスに在住し、合格率1%の剣道八段審査に合格（海外在住者初の八段合格者）、剣道指導のかたわら、40代半ばから時代小説を書き始め作家デビューするなど異色の経歴を持つ剣道家として知られる。

## 経歴
東京都生まれ。東京都立西高等学校卒業。（翻訳家の池田香代子、医師の鎌田實とは同級生。鎌田とは同じ剣道部に所属。）1970年東京大学教養学科国際関係論三学年在学中の20歳のときに全日本剣道連盟派遣学生指導員としてフランスに渡り、以降大学を中退してパリ在住。
フランス剣道連盟顧問および師範を務め、フランスを中心にヨーロッパにおける武道としての剣道振興に力を尽くし現在に至る。1978年貿易会社を起こす。
40代半ばから時代小説を書き始め、何度か新人賞に応募ののち、2007年に『侍の翼』でデビューを果たす。

## 著書
論考
- Les Japonais et le sabre  Typografica社　1998.2
- 剣道再発見 剣道の「深み」を求める稽古法 スキージャーナル 2007.1

歴史時代小説
- 侍の翼 文藝春秋 2007.11 のち文庫（文春文庫 2010.8）
- 伊藤一刀斎 廣済堂あかつき 2009.9　のち文庫（徳間文庫 2015.4)
- 青江の太刀 光文社 2009.11 のち文庫（光文社時代小説文庫 2012.2)
- 行くのか武蔵 角川学芸出版 2010.2
- 武蔵 円明の光 角川学芸出版 2010.12
- 神楽坂の仇討ち　廣済堂あかつき 2011.4
- 影と胡蝶　陰流開祖愛洲移香伝　光文社 2012.9 のち文庫（光文社時代小説文庫　改題 日影の剣 2015.5）
- 兜割源三郎シリーズ　　玄冶店密命始末　講談社文庫 2014.11
- いのち買うてくれ　徳間書店 2016.5 のち文庫（徳間時代小説文庫 2018.8)